# Municipio de Star (Dakota del Norte)
El municipio de Star (en inglés: Star Township) es un municipio ubicado en el condado de Bowman en el estado estadounidense de Dakota del Norte. En el año 2010 tenía una población de 50 habitantes y una densidad poblacional de 0,63 personas por km².

## Geografía
El municipio de Star se encuentra ubicado en las coordenadas 46°14′30″N 103°25′35″O / 46.24167, -103.42639. Según la Oficina del Censo de los Estados Unidos, el municipio tiene una superficie total de 79.28 km², de la cual 79 km² corresponden a tierra firme y (0,36 %) 0,28 km² es agua.

## Demografía
Según el censo de 2010, había 50 personas residiendo en el municipio de Star. La densidad de población era de 0,63 hab./km². De los 50 habitantes, el municipio de Star estaba compuesto por el 90 % blancos, el 10 % eran amerindios. Del total de la población el 10 % eran hispanos o latinos de cualquier raza.